# تورينيوفا (سيوداد ريال)
بلدية تورينيوفا (بالإسبانية: Torrenueva)‏، هي إحدى بلديات مقاطعة سيوداد ريال إحدى مقاطعات إسبانيا، والتي تقع في منطقة قشتالة لا منتشا وسط إسبانيا.
يبلغ عدد سكانها 2.979 نسمة وفقاً لإحصائية سنة (2007).